# ジェニーン県
ジェニーン県 (アラビア語: محافظة جنين Muḥāfaẓat Ǧanīn; ヘブライ語: נפת ג'נין‎ Nafat Ǧanīn)は、パレスチナ自治区のヨルダン川西岸地区北端の県。
県都はジェニーン。

## 概要
2014年7月1日の人口は30万3600人で、ヨルダン川西岸地区の10.9%を占め、11県中5位。
面積は583km²で、ヨルダン川西岸地区の10.3%を占め、11県中6位。
人口密度は520.8人/km²。
39%が15歳以下で、31%が難民である
パレスチナ自治政府が過半数の領土を統治している唯一の県。
2005年のガザ地区等撤退で、4つのユダヤ人占領地が返還された。
2020年代においてもジェニーンに位置する難民キャンプは、しばしばイスラエル軍の攻撃にさらされている。2023年7月3日には空爆を含む近年にない規模の攻撃が加えられ、パレスチナ人が12人以上死亡した。

## 人口
- 1997年12月10日：20万3026人
- 2007年12月1日：25万6619人
- 2014年7月1日：30万3600人

## 隣接県
- 北：北部地区
- 東：トゥーバース県
- 南：ナーブルス県
- 西：トゥールカリム県
- 北西：ハイファ地区

## 主要都市
人口は2014年7月1日の値。
- ジェニーン（英語版）：5万8400人(県都)(難民キャンプを含む)
- カバティヤ（英語版）：2万2700人